# Bank Galicyjski dla Handlu i Przemysłu
Bank Galicyjski dla Handlu i Przemysłu – dawny bank z siedzibą w Krakowie. 

## Historia
Bank powstał w 1869 roku, był spółką akcyjną. Założycielami byli: Władysław Badeni, Julian August John, Henryk Kieszkowski, Aleksander Kurtz, Gustaw Loebenstein, Aleksander Makowski, Stanisław Polanowski, Adam Potocki, Edward Stadnicki, Stanisław Starowiejski, Henryk Wodzicki i Ludwik Wodzicki. Przed I wojną światową przejęty przez Österreichische Boden-Credit-Anstalt, a w 1929 roku przez Bank Dyskontowy Warszawski. W 1920 roku zmieniono jego nazwę na Bank Małopolski SA w Krakowie.